# Jijia
Jijia [žižia] (rumunsky Râul Jijia, ukrajinsky Жижия) je řeka v Rumunsku (župy Botoșani, Iași) s prameny na Ukrajině (Černovická oblast). Je dlouhá 280 km a je největším přítokem řeky Prut.

## Průběh toku
Pramení na Ukrajině jen několik kilometrů od Rumunska, do nějž odtéká. Protéká Moldavskou pahorkatinou, celou dobu zhruba na jihovýchod stejně jako Prut, s nímž posledních 70 km teče paralelně v široké a bažinaté nivě a poté do něj ústí zprava. Největším městem na toku je Dorohoi nedaleko pramene, níže pak protéká blízko města Jasy, pod nímž přijímá zprava svůj největší přítok Bahlui.

## Vodní režim
Zdroj vody je sněhový a dešťový. K nejvyšším vodním stavům dochází na jaře, zatímco v létě je vody v řece velmi málo.

## Využití
Vodní doprava není možná.